# Victor Herdt
Victor Herdt (russisch Виктор Гердт/Wiktor Gerdt; * 25. September 1949 im Dorf Bosslawino, Rayon Tabunski, Region Altai, Sowjetunion; † 27. Oktober 2023 in Göttingen, Deutschland) war ein russlanddeutscher Historiker und Genealoge. Sein Spezialgebiet waren die Deutschstämmigen in Nordosteuropa.

## Leben
Viktor Herdts Eltern wurden aufgrund ihrer deutschen Volkszugehörigkeit im Zuge der Stalinschen Säuberungsaktion im Jahre 1941 aus der Ortschaft Mariental (heute Sowetskoje), Wolgadeutsche ASSR, in die sibirische Region Altai zwangsumgesiedelt.
1967 absolvierte er im Dorf Serebropol die Mittelschule und begann ein Studium an der Fakultät für Fremdsprachen der Staatlichen Universität Omsk, war anschließend Student an der Karl-Marx-Universität Leipzig (Sektion Kulturwissenschaften und Germanistik, 1969–1973). Von 1973 bis 1974 leistete er seinen Wehrdienst bei der Sowjetarmee. Von 1974 bis 1977 unterrichtete Herdt die deutsche Sprache in der Abteilung für germanisch-romanische Sprachwissenschaft der Minsker Staatlichen Linguistischen Universität in der Weißrussischen Sozialistischen Sowjetrepublik. Von 1980 bis 1988 war er bei der Redaktion der deutsch-sowjetischen Zeitung Neues Leben tätig - er leitete die Literaturabteilung. Von 1988 bis 1991 berichtete Herdt für die Deutsche Allgemeine Zeitung (Kasachstan). Er war Übersetzer bei der Zeitschrift Sovetski ekran (dt. etwa: Sowjetischer Bildschirm) wie auch Mitarbeiter im Verlag für fremdsprachige Literatur (Moskau).
Nach dem Zerfall der Sowjetunion kam er als Spätaussiedler in die Bundesrepublik. Von 1992 bis 2001 war er als Wissenschaftlicher Mitarbeiter am Institut für Deutschland- und Osteuropaforschung Göttingen. In gleicher Position war er seit 2002 am Nordost-Institut (Geschichte und Kultur der Deutschen im Nordosteuropa) tätig. Seit 1997 war er Mitglied der Internationalen Assoziation zur Erforschung der Geschichte und Kultur der Russlanddeutschen (russ. Международная ассоциация исследователей истории и культуры российских немцев - МАИИКРН).
Insbesondere widmete er sich Fragen um zwischenethnische Beziehungen, national-kulturelle und territoriale Autonomie, nationalbewusste Machteliten, Mentalität der ländlichen Bevölkerung wie nicht zuletzt die Ahnenforschung. Von 1994 bis 2000 war Herdt Ortsvorsitzender in der Ortsgruppe Göttingen der Landsmannschaft der Deutschen aus Russland (LmDR).

## Publikationen in Deutsch
- Von der Autonomiedemontage zur Deportation und Entrechtung. Die Rußlanddeutschen in den Jahren 1936–1956 // Referate der Kulturtagung der Deutschen aus Rußland vom 15. bis 17. Oktober 1993 in Würzburg. – Stuttgart 1994. – S. 81–97.
- Deportation, Sondersiedlung, Arbeitsarmee. Deutsche in der Sowjetunion 1941 bis 1956 / Alfred Eisfeld, Victor Herdt (Hrsg.). – Köln, 1996. – 455 S. (Der Göttinger Arbeitskreis: Veröffentlichung Nr. 453).
- Deportation, Sondersiedlung, Arbeitsarmee // Aktionstage Rußlanddeutsche in Bremen. – Bremen, 1997. – S. 87–95.
- Schneider, Anton: Aus der Geschichte der Kolonie Mariental an der Wolga / Victor Herdt (Hrsg.). –  Göttingen, 1999. – 142 S. (Veröffentlichung des Göttinger Arbeitskreises Nr. 483).
- Die Deutschen in Sibirien: Eine hundertjährige Geschichte von der Ansiedlung bis zur Auswanderung / Historischer Forschungsverein d. Deutschen aus Russland e.V., mit Viktor Bruhl, Anton Bosch, Nina Paulsen, Hilde Häuser, 552 S., 2003.
- August Lonsinger: Sachliche Volkskunde der Wolgadeutschen. Siedlung, Obdach, Nahrung, Kleidung / Victor Herdt (Hrsg.). – Remshalden-Grunbach, 2004. – 245 S., 95 Abb.
- Deutsche in Rußland und in der Sowjetunion 1914–1941 / Alfred Eisfeld, Victor Herdt, Boris Meissner (Hrsg.). – LIT Verlag, Berlin; Münster; Wien; Zürich; London, 2007. – 480 S. (Geschichte: Forschung und Wissenschaft, Bd. 25).
- Nina Paulsen: Viele Bereiche der russlanddeutschen Kulturgeschichte mitgeprägt. In: Volk auf dem Weg. Nr. 8–9, 2019. S. 41.
- Victor Herdt im Interview mit Nina Paulsen: „Es unterliegt keinem Zweifel, dass die Russlanddeutschen ihrer Muttersprache entfremdet werden sollten.“ In: Heimatbuch 2020 der Deutschen aus Russland. Landsmannschaft der Deutschen aus Russland e.V., Stuttgart 2020, S. 30–68.
- Nachruf auf Victor Herdt. Abschied von einem Wahrer der russlanddeutschen Geschichte. In: Volk auf dem Weg. Nr. 11, 2023. S. 54.